# خربة جمرين
خربة جمرين - جنوب صوريف هي خربة أثرية فلسطينية تقع جنوب مدينة صوريف جنوب الضفة الغربية.
تتبع ادارياً لبلدية صوريف اذ تشرف عليها وتعمل على ترميمها، والمحافظة عليها كونها موقع اثري مهم في فلسطين .
تعد جمرين قرية من أهم خرب وقرى صوريف لمكانتها التاريخية والدينية للمسلمين، حيث يوجد فيها مقام الصحابي أبو عبيدة عامر بن الجراح، ومغارة تحت المقام، بالإضافة إلى عشرات البيوت الاثرية التي تقدر أعمراها باكثر من 350 عام .
تشتهر القرية بزراعة الزيتون والتين والعنب .